# Beretta MAB 38
Il Beretta MAB 38, contrazione della designazione ufficiale Moschetto Automatico Beretta Mod. 1938 e detto anche più brevemente MAB 38, è stato un mitra progettato dal Regno d'Italia alla fine degli anni 1930 e che conobbe largo impiego dapprima con la Polizia dell'Africa italiana e, poi, con le forze armate regie durante la seconda guerra mondiale. Benché abbastanza pesante e ingombrante, si rivelò un'arma affidabile e facile da controllare anche nel tiro a raffica.
Il MAB 38 fu prodotto sino ai primi anni 1960 in diverse varianti e continuò a essere adoperato dalle forze armate italiane anche dopo la fine delle ostilità nel 1945.

## Storia

Schema del MAB 38 e delle sue parti

Venne elaborato come derivazione dei primi modelli prodotti dalla Beretta nel 1918 e nel 1930, e che, pur non essendo stati adottati dal Regio Esercito, avevano mostrato ottime caratteristiche generali, per cui l'azienda di Gardone Val Trompia credeva fermamente nella validità del progetto. Inoltre, il mercato degli anni '30 richiedeva insistentemente delle armi di questa categoria, ed i vari MP 28, MP 34 oltre ai Thompson M1928 statunitensi erano molto venduti.
Il MAB 1938 fu progettato e disegnato dall'ingegner Tullio Marengoni tra il 1935 e il 1937 ed entrò in produzione nel 1938. Primo e più importante acquirente dell'arma fu il Ministero delle Colonie che equipaggiò con esso la Polizia dell'Africa italiana, tanto che nel maggio 1939 il sopra citato ministero aveva già ordinato 2000 esemplari all'azienda di Gardone Val Trompia. Contemporaneamente, anche il Dipartimento di Pubblica Sicurezza del Ministero dell'Interno iniziò ad ordinare diversi esemplari per potenziare l'armamento dell'allora Corpo delle guardie di pubblica sicurezza.
Benché già presentato con successo nel giugno del 1938 alle autorità militari e nonostante fosse stato subito omologato dall'Ispettorato di Artiglieria del Regio Esercito, non fu adottato altrettanto velocemente e si decise di introdurlo in servizio solo nel dicembre del 1941. In effetti i vertici militari italiani dell'epoca non consideravano il MAB 38 adatto al combattimento di fanteria a causa della scarsa gittata della munizione da 9mm, e ne ordinarono solo pochi esemplari da destinare a reparti speciali, ai Reali Carabinieri e di polizia. Il Regio Esercito richiese inoltre delle modifiche all'arma, in particolare l'eliminazione della baionetta e la modifica del compensatore di volata, dando così vita al modello MAB 1938A. L'esercito fu seguito dalla Regia Marina che ne armò il personale del Battaglione Nuotatori-Paracadutisti e dalla Regia Aeronautica che ne consegnò pochi esemplari al suo Battaglione "ADRA" (Arditi Distruttori della Regia Aeronautica).
A causa del lento ritmo di produzione iniziale l'arma rimase poco diffusa nel Regio Esercito Italiano. Solo nel 1943, parallelamente alla caduta di Mussolini ed alla riorganizzazione del Regno d'Italia nei territori liberati del Meridione, vennero raggiunte quote di produzione significative. Per questo motivo il mitra venne utilizzato soprattutto dalle forze della Repubblica Sociale Italiana e, conseguentemente, cadde spesso nelle mani dei partigiani della resistenza italiana.

## Tecnica

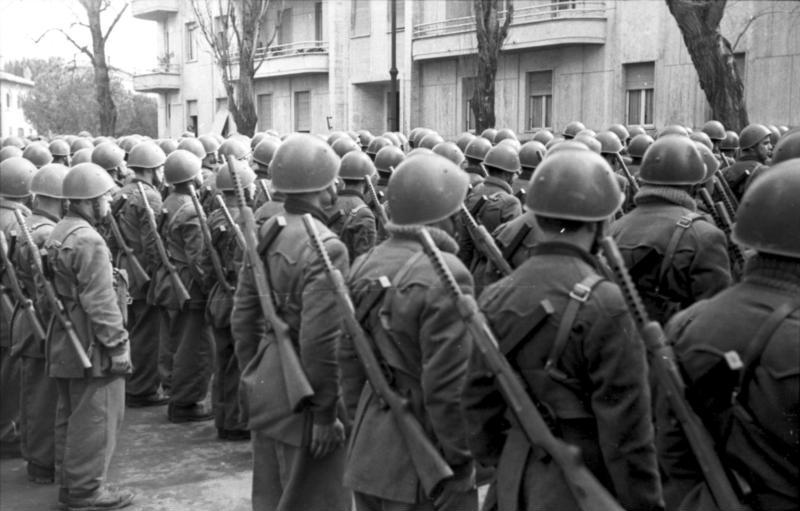
Roma, gennaio 1944: il battaglione "Barbarigo" della Xª Flottiglia MAS schierato per l'appello ed equipaggiato con il MAB 38A

Il MAB fu progettato dall'ing. Tullio Marangoni, capo progettista della Beretta, come "moschetto automatico", definizione tecnicamente molto corretta poiché pur impiegando una cartuccia da pistola, la 9 x 19 Parabellum, non era definibile come pistola-mitragliatrice avendo una calciatura in legno simile a quella di un fucile, e peso e ingombro erano pur sempre rilevanti. Il funzionamento era a massa battente, ad otturatore aperto. Per dissipare il calore della canna, quest'ultima era avvolta in un manicotto traforato che, in corrispondenza della volata, presentava un compensatore di rinculo costituito da due asole orizzontali, successivamente sostituite da quattro intagli trasversali.
La manetta di armamento, sul lato destro dell'arma, era svincolata dall'otturatore ed era solidale ad uno sportellino scorrevole che manteneva chiusa la scanalatura di scorrimento impedendo a polvere e sporco di entrare nell'arma. Sul lato sinistro, vi era una sicura a leva. Gli organi di mira, sulla versione iniziale del MAB, erano piuttosto sofisticati per un mitra, essendo un alzo a ritto e cursore graduato fino a 500 metri, distanza peraltro piuttosto ottimistica.
Caratteristica tipica di tutti moschetti automatici Beretta, era il peculiare gruppo di scatto che non aveva selettore di tiro, bensì due grilletti posti in tandem: quello anteriore per il tiro semiautomatico, e quello posteriore per il tiro automatico (a raffica). Ciò per consentire al tiratore di poter istintivamente passare dall'una all'altra modalità, in caso di bisogno, senza manovrare leve o traversini. Era una soluzione brillante ma piuttosto raffinata, che non venne poi ripresa nelle armi Beretta del dopoguerra. Altra raffinatezza tecnica era il percussore flottante con sicurezza automatica contro lo sparo accidentale (vedi sotto), poi sostituito da uno fisso.
Altra caratteristica di rilievo del MAB era la cartuccia utilizzata: trattandosi della prima arma d'ordinanza italiana in calibro 9 x 19, venne prodotta apposta per il MAB una cartuccia ad hoc in questo calibro detta 9mm M1938, del 15% circa più potente delle 9 x 19 militari dell'epoca. Questo migliorava le prestazioni dell'arma, che ovviamente poteva sparare anche qualsiasi cartuccia 9 Parabellum.
Il MAB era prodotto con molta cura, soprattutto nelle prime serie, dove venne addirittura impiegato un calcio in noce nazionale, poi sostituito dal ben più economico faggio, con bruniture profonde di alta qualità e finiture accurate. Nelle versioni 38/42 e 38/44 la necessità imposta dagli eventi bellici di accelerare al massimo la produzione abbassò lievemente il livello delle finiture, che però si mantenne sempre più che buono, per un'arma militare.

## Impiego operativo

### Seconda guerra mondiale

Roma, 8 settembre 1943: una pattuglia della PAI dotata di MAB 38 continua il suo servizio durante le ore della resa italiana; sullo sfondo dei soldati tedeschi mettono in batteria un cannone anticarro PaK 40

Gli esemplari acquistati vennero poi immagazzinati e distribuiti solo a poche unità di élite, come i paracadutisti e i guastatori del genio militare, a partire dal 1941. La Regia Marina ne acquistò diverse migliaia che vennero assegnate al Reggimento San Marco ed alle unità di vigilanza; la Regia Aeronautica lo destinò al reggimento ADRA. I rapporti dalle unità combattenti sul comportamento dell'arma erano tutti molto positivi, e dal 1942 ne furono dotati in numero più consistente tutti i reparti speciali del Regio Esercito: il 10º Reggimento arditi, il Battaglione Sciatori "Monte Cervino", le divisioni Paracadutisti "Folgore" e "Nembo", i Guastatori del Genio, e numeri consistenti vennero assegnati ai Battaglioni M della MVSN. Ma, ancora nel 1943, i principali assegnatari erano ancora i Carabinieri Reali, Le guardie di P.S. e la PAI. Ciò perché le alte sfere militari italiane erano scettiche sulle capacità dell'arma, e si riteneva (non a torto) che non potesse sostituire il fucile, data la scarsa potenza della sua munizione, e veniva perciò ritenuta adatta solo alle operazioni speciali, alla guerriglia ed alla lotta ravvicinata, laddove il grande volume di fuoco del MAB si era rivelato molto efficace.

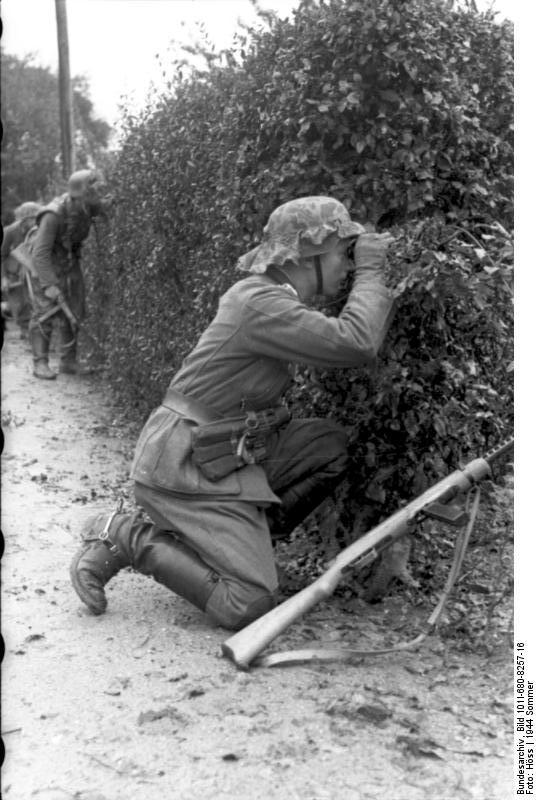
Un ufficiale tedesco in Francia, 1944: accanto a sé ha un mitra MAB 38A. I tedeschi apprezzarono molto il mitra Beretta giudicandolo ingombrante, ma solido e ben fatto.

Dopo l'armistizio dell'8 settembre 1943 il MAB era in cima alle richieste dei vertici della RSI perché, oltre ad essere l'unica arma automatica portatile disponibile in Italia, era particolarmente adatto al combattimento ravvicinato. La produzione, sia presso la Beretta che presso molte altre officine sub-appaltatrici del Nord Italia, venne accelerata e vennero introdotti modelli successivi più semplici e rapidi da produrre. Formazioni come i Paracadutisti, le Legioni d'assalto della GNR, la Legione MUTI, le Brigate Nere, e i molti reparti autonomi di assalto e controguerriglia impiegarono massicciamente tutte le versioni del MAB: 1938, 1938A, 38/42 e 38/44 (vedi sotto); anche se vi furono interi reparti armati esclusivamente con quest'arma, il MAB però non soppiantò mai il classico fucile Carcano Mod. 91. Durante gli anni 1944-45 la propaganda della Repubblica Sociale Italiana sfruttò intensamente questa immagine del MAB come arma d'assalto per eccellenza, come in un celebre manifesto di Gino Boccasile per l'arruolamento negli Arditi Paracadutisti dell'ANR.
Naturalmente anche la Resistenza apprezzò molto il MAB e i suoi combattenti tentarono sempre d'impossessarsi di quanti più mitra Beretta possibile. Nella drammatica carenza di armi in cui le formazioni partigiane si trovavano costantemente, le armi automatiche erano una rarità e venivano assegnate solo ai comandanti o agli elementi più capaci ed esperti che potessero sfruttarne la capacità di fuoco, e lo Sten britannico fu sempre molto più diffuso. Tuttavia il MAB e le armi automatiche in genere si diffusero davvero, nella Resistenza, solo dopo la resa delle forze armate della RSI.
Come tutte le armi automatiche, il MAB necessitava di esperienza per essere utilizzato efficacemente. Rispetto ad altri mitra, ad esempio lo Sten britannico con cui si confrontò spesso, aveva ingombro e peso ben maggiori, ma anche un livello qualitativo e di finitura nettamente migliore. Negli scontri a distanza ravvicinata aveva le stesse prestazioni, in termini di volume di fuoco; del resto la munizione impiegata era la stessa; ma alle distanze maggiori, il peso (oltre 5 kg carico) e l'ingombrante calciatura in legno diventavano invece un vantaggio. Il MAB infatti era facile da controllare nel tiro a brevi raffiche, grazie proprio al suo peso ed all'azzeccata inclinazione del calcio che assorbivano bene il rinculo, e in mani esperte il fuoco era preciso fino a 100 metri circa; impiegando la potente cartuccia italiana 9mm M38 le prestazioni miglioravano ancora, con una gittata efficace di quasi 200 metri. Era quindi ottimo per l'assalto e gli scontri nei centri abitati o nelle campagne. I tedeschi, sempre a corto di armi, apprezzarono infatti molto la stabilità e la precisione del mitra Beretta, oltre alla qualità della sua lavorazione; e impiegarono tutti gli esemplari catturati al Regio Esercito dopo l'armistizio, ordinandone altri nel 1944-45.

### Dopoguerra
In definitiva, il MAB svolse un egregio servizio nelle Forze Armate italiane: era un'arma efficace, robusta, affidabile e molto ben prodotta, con ottime prestazioni per la sua epoca. Nel dopoguerra, venne ampiamente utilizzato da tutte le Forze Armate e i corpi di Polizia della Repubblica Italiana fino agli anni 1970, con diverse modifiche ai meccanismi di sicurezza. La Marina Militare Italiana e l'Aeronautica Militare Italiana impiegavano ancora il MAB (versione 38/49), per servizi di rappresentanza e d'onore, nel 2005.

## Versioni

### MAB 38

Combattenti del CLN appostati a Milano, quasi tutti armati di MAB 38 (26 aprile 1945)

Questa fu la prima versione prodotta dalla Beretta ed era caratterizzata dall'attacco della baionetta posto inferiormente al deflettore di volata. Quest'ultimo era a sua volta caratterizzato su questo primo tipo da due larghi fori rettangolari longitudinali. Sempre su questa prima versione il manicotto di raffreddamento era caratterizzato non dai caratteristici fori circolari della versione successiva 38a ma da fori oblunghi e dalla finestra d'espulsione bossoli che a differenza dei modelli successivi era posta sulla parte anterosuperiore della culatta. L'arma era munita di alzo a ritto con cursore graduato fino a 500 metri, mentre la baionetta è derivata dalla Baionetta-pugnale Mod. 38 del fucile 91/38: il sistema di innesto all'arma era leggermente differente poiché la baionetta del fucile menzionato era munita, oltre all'innesto posto inferiormente sulla fascetta anteriore, uguale a quello saldato sotto il manicotto del MAB 38, anche dal classico anello di innesto alla volata della canna; aveva la lama pieghevole che andava ad alloggiare in un apposito incavo ricavato nella parte inferiore dell'astina in legno.
Il MAB 38, come anche tutti i suoi derivati, aveva due grilletti: l'anteriore per il tiro semiautomatico e quello posteriore per l'automatico; subito sopra al grilletto posteriore vi era un pulsante dalla testa zigrinata e movimento trasversale, il quale se inserito bloccava il grilletto. L'otturatore dell'arma era munito di percussore mobile la cui punta fuoriusciva dall'otturatore solo alla fine della sua corsa in avanti, comandato da una levetta imperniata sul lato inferiore dell'otturatore. Questo movimento era causato dal contrasto che la levetta aveva, a fine corsa dell'otturatore, con l'espulsore a sua volta fissato sul lato anteroinferiore interno della culatta. La molla di recupero dell'otturatore, dal diametro assai inferiore a quello interno del castello, era alloggiata in un tubo (detto tubo guida-molla): questo era posteriormente chiuso con una ghiera dello stesso diametro interno del castello, con al centro una protuberanza che fuoriusciva dal tappo di chiusura posteriore. Questa versione fu prodotta nel 1938/39.

Il MAB 38A42

### MAB 38A
Fu la versione prodotta per il Regio Esercito dal dicembre 1941 e adottata in seguito dalle altre forze armate. Questa si distingueva dal modello precedente per la mancanza dell'innesto della baionetta sotto il manicotto e di conseguenza dell'incasso per questa sul lato inferiore dell'astina in legno. Il manicotto spegnifiamma non presentava più i due fori rettangolari longitudinali ma quattro intagli semicircolari ricavate superiormente. Inoltre il pulsante di blocco-sblocco del grilletto posteriore per il funzionamento automatico fu eliminato dopo i primi mesi di produzione. I modelli prodotti a partire dalla metà del 1942 ebbero il mirino posteriore a tacca di mira fissa regolata a 200 metri. Infine il percussore mobile fu sostituito da uno fisso.

### MAB 38A42
Su pressione delle autorità militari, al fine di far abbassare il costo di produzione dell'arma, furono introdotte ulteriori modifiche quali l'eliminazione del classico manicotto traforato di raffreddamento, l'accorciamento della calciatura e della canna, che non comprendeva (come sul modello A) l'attacco per la baionetta. Quest'ultimo non sarà più presente nelle successive versioni ma ciò che soprattutto rese più economica la produzione del modello A42 fu che la culatta, il bocchettone di inserimento del caricatore e la scatola del gruppo di scatto non furono più prodotti in un unico elemento lavorato dal pieno ma saldati tra loro e realizzati in lamiera d'acciaio stampata. Gli esemplari di preda bellica catturati dalla Wehrmacht vennero reimmessi in servizio come MP 738(i).

### MAB 38A44
Questa versione fu prodotta durante il periodo della RSI e fu caratterizzato dalla mancanza dell'unico dispositivo di sicurezza presente nei modelli precedenti: quello cioè del blocco dell'otturatore in chiusura e di conseguenza non era presente nemmeno il pulsante sulla parte sinistra esterna della culatta sopra al fusto. Venne eliminato anche il tubo guida-molla e scomparve quindi la caratteristica protuberanza fuoriuscente dal tappo di chiusura posteriore. La molla di recupero aveva lo stesso diametro dell'interno della culatta ed appoggiava direttamente sul tappo di chiusura posteriore mentre anteriormente accoglieva il settore posteriore maschio dell'otturatore di diametro minore a quello delle sue spire. L'otturatore risultava ridotto in lunghezza e in peso: questo permise di incrementare il volume di fuoco dell'arma fino a 800 colpi al minuto. Gli esemplari di preda bellica catturati dalla Wehrmacht vennero reimmessi in servizio come MP 739(i).

Arditi Incursori della Marina Militare italiana nel forte del Varignano, La Spezia (1952); i primi due a destra sono armati anche di MAB 38/44

### MAB 38/49
Questa versione comprendeva di nuovo una sicura per arrestare l'otturatore in chiusura. Essa consisteva in un blocchetto a movimento trasversale che era situato sul fusto poco più avanti dei grilletti. Se si doveva tenere l'arma pronta ad aprire il fuoco, una volta inserito il caricatore pieno, si azionava la sicura spingendo il traversino da sinistra a destra. Questa versione fu prodotta fino al 1957 in notevole quantità poiché vi era mancanza di armi individuali automatiche.

### MAB 38/57
Su richiesta del comando generale dell'Arma dei Carabinieri al fine di consentire una più corretta impugnatura dell'arma, soprattutto nel tiro automatico, e quindi una minor dispersione dei colpi (nel manuale per allievi ufficiali del Ministero della Difesa ed. 1969, fra i dati tecnici del 38/49 risulta che l'arma se impugnata correttamente dall'utilizzatore durante il tiro poteva avere una gittata utile in automatico intorno ai 25-30 metri e in semiautomatico di 50-60 metri) la Beretta inserì un nuovo dispositivo di blocco-sblocco dell'otturatore con il pulsante di comando posto dove l'arma doveva essere teoricamente impugnata con la mano che non agiva sul grilletto. Ovvero il tiratore avrebbe dovuto impugnare il mitra con la mano sul fusto tra il caricatore ed il grilletto, facendo presa con il pollice sull'incasso sinistro (o destro se il tiratore era mancino) e le altre dita sul lato opposto del fusto. Per aprire il fuoco era necessario far pressione sul pulsante che, a differenza delle precedenti versioni,  metteva l'otturatore in sicurezza anche quando era armato (molla di recupero compressa e tallone inferiore dell'otturatore impegnato dal nottolino di uno dei due grilletti). Si suppone che a tutti i modelli 38/44 e 38/49 sia stata apportata in seguito questa modifica.

## Il MAB 38 nella cultura di massa
- In ambito videoludico, il MAB 38 compare in Call of Duty 2: Big Red One (in versione 38/42)[3] e nell'espansione di Medal of Honor, Medal of Honor: Breakthrough.
- Sempre in ambito videoludico il MAB 38 (sotto il nome di "Orso", nella sua versione 38/A), è stato inserito nel gioco Call of Duty: WW2 attraverso l'evento online The Resistance, nel videogioco Sniper Elite 4 è un'arma in dotazione ai soldati italiani e sbloccabile sia nella campagna che nel multigiocatore e infine nel videogioco Battlefield V, dove costituisce una delle armi primarie della classe medico.
- Nel film Don Camillo il prete punta un MAB 38 contro Peppone e due suoi compagni comunisti per convincerli a far costruire in paese una "città giardino".
- Ancora in ambito videoludico è presente in varie versioni nel videogioco Enlisted.

È presente anche in molti film neorealisti italiani come in Roma città aperta nelle mani dei fascisti collaborazionisti.

## Utilizzatori
- Costa Rica[4]
- Etiopia[4]
- Impero giapponese: 350 ordinati e 50 consegnati alla Marina imperiale giapponese nel 1943; calcio in due pezzi[5].
- Italia[6]
  -  Repubblica Sociale Italiana[7]
  -  Resistenza italiana
- Italia[4]
- Marocco[4]
- Germania: esemplari di preda bellica MP 738(i) e MP 739(i)[8].
- Germania Ovest: 5000 esemplari del modello MAB38/49 ordinati nel 1951. Impiegati dalla BundesGrenzSchutz come MP-1 fino alla sua sostituzione nel 1965 con la MP5[9]
- Rep. Dominicana[4]
- Romania: 5 000 ordinati nel 1941 e consegnati nel 1942.[8][10]
- Yemen[4]
- Jugoslavia: grandi quantità di preda bellica[11].

Resistenza polacca: esemplari di preda bellica tedesca